# Jean Shrimpton

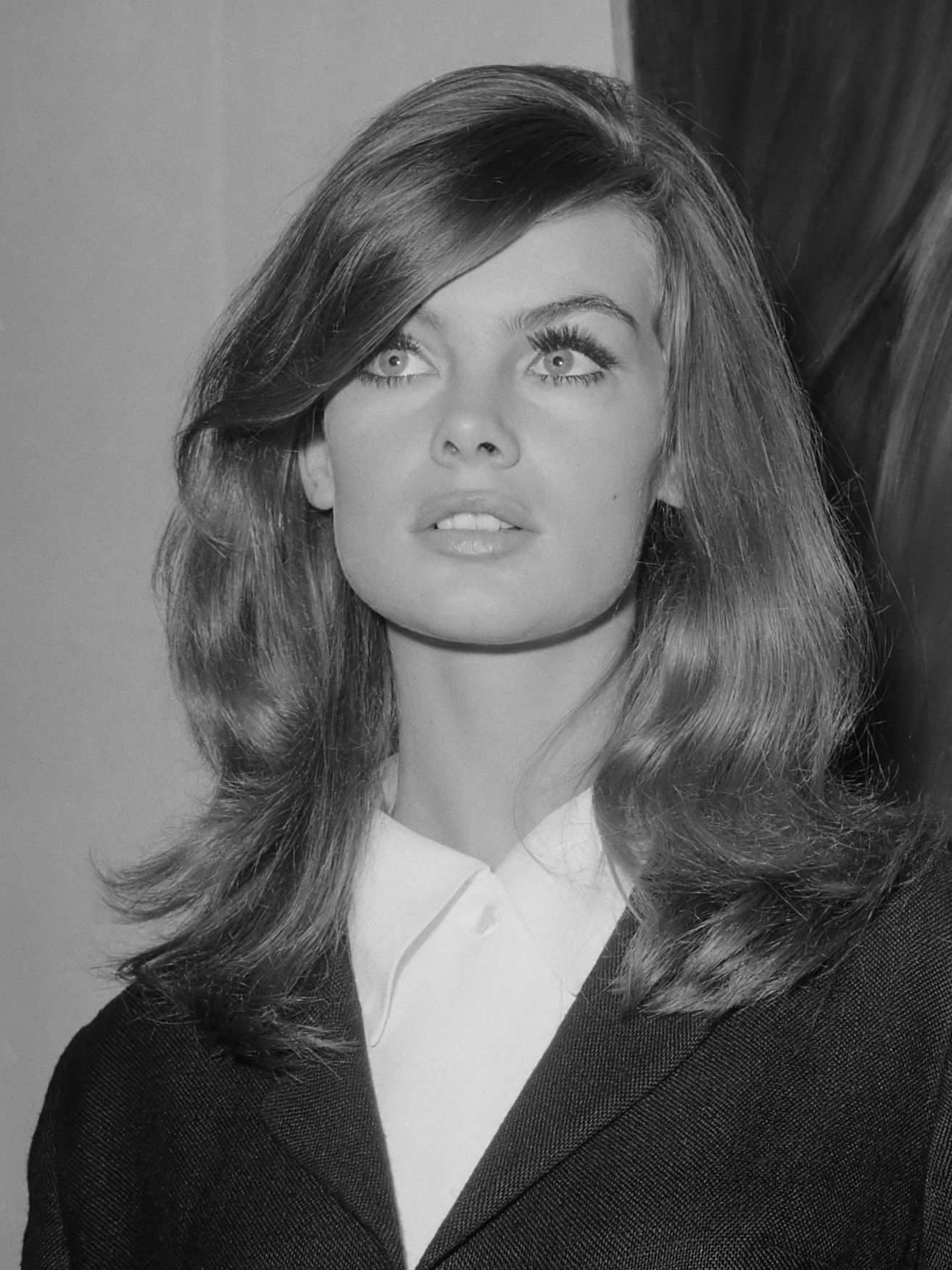
Jean Shrimpton (1965)

Jean Rosemary Shrimpton (* 7. November 1942 in High Wycombe, Buckinghamshire) ist ein britisches Model. Sie wurde vor allem während der Swinging Sixties unter dem von ihr ungeliebten Spitznamen The Shrimp (deutsch ‚Die Garnele‘) bekannt und gilt als eines der ersten Supermodels.

## Leben und Werdegang
Shrimpton wurde 1942 in High Wycombe geboren und wuchs in einer ländlichen Gegend auf. Ihre drei Jahre jüngere Schwester Chrissie Shrimpton war Mitte der 1960er Jahre drei Jahre mit Mick Jagger liiert und ebenfalls als Model tätig.
Mit 17 Jahren begann sie eine Ausbildung zur Sekretärin am Langham Secretarial College in London. 1961 sprach sie der Regisseur Cy Endfield an einem Zebrastreifen an, weil er noch eine Darstellerin für seinen Film Die geheimnisvolle Insel suchte. Nachdem die Produzenten des Filmes sie entgegen der Empfehlung des Regisseurs abgelehnt hatten, schlug Endfield ihr vor, einen Modelkurs am Lucie Clayton College zu besuchen. Bald darauf erhielt sie erste Aufträge als Katalogmodel und für Magazine. Bei einem Shooting für das Magazin Vogue lernte sie den Fotografen David Bailey kennen. Shrimpton wurde bald zu Baileys Muse und ging mit ihm auch eine Beziehung ein, nachdem dieser sich von seiner ersten Frau hatte scheiden lassen. Später war sie mit dem Schauspieler Terence Stamp und dem Dichter Heathcote Williams liiert.
Die Zeitschrift Glamour erhob sie im Juni 1963 zum „Model of The Year“. Mitte der 1960er Jahre erreichte sie den Höhepunkt ihrer Karriere und gehörte mit einem Stundenlohn von umgerechnet 240 D-Mark zu den bestbezahlten Models dieser Zeit. Richard Avedon fotografierte sie für einen Titel von Harper’s Bazaar im April 1965 in einem Raumanzug. Ihre Kleidung bei der Anreise zum australischen Melbourne Cup 1965 führte jedoch zu einem Eklat, da Shrimpton in einem für die damaligen Verhältnisse ungewöhnlich kurzen, kniefreien Etuikleid erschien. Zudem hatte sie auf die für Damen üblichen Kniestrümpfe und Handschuhe sowie einen Hut verzichtet und trug als Accessoire eine Herrenuhr. Nach einer Rüge durch den Vorstand des Victorian Racing Club of Australia, der ihren Aufzug „eine Schande“ nannte, passte Shrimpton ihr Outfit für das Rennen und die Siegerehrung an die „einheimischen Bekleidungsvorschriften“ an. Die weltweiten Schlagzeilen und Fotos machten sie jedoch international bekannt und ebneten den Weg für den von Mary Quant kreierten Minirock.
Im Jahr 1967 trat sie im Film Privileg an der Seite von Paul Jones auf. 1970 war sie in Double Pisces, Scorpio Rising zu sehen.
Gemeinsam mit Jim Haynes, William Levy, Heathcote Williams und Germaine Greer gründete Shrimpton 1969 das Magazin Suck, ein Untergrund-Pornomagazin, das freie Liebe und queere Sexualität propagierte. Die erste Ausgabe wurde noch vor der Veröffentlichung verboten.
Shrimpton zog sich 1972 vom Modeln zurück. Mit ihrem damaligen Lebensgefährten Malcolm Richey zog sie nach Cornwall, wo sie in Marazion einen Antikwarenladen eröffnete. 1979 heiratete sie den Fotografen Michael Cox und nahm den Namen Jean Cox an. Kurz darauf erwarb sie ein Hotel in Penzance, das später von Shrimptons Sohn geführt wurde.
Im Jahr 1990 veröffentlichte sie ihre Autobiografie Jean Shrimpton: An Autobiography.

## Verfilmung
Im 2012 ausgestrahlten BBC-Fernsehvierteiler We’ll Take Manhattan, der unter anderem Shrimptons Liebesbeziehung zum Fotografen David Bailey behandelt, wurde sie von der Schauspielerin Karen Gillan dargestellt.